# Лилу
Лилу (англ. Leeloo) — главная героиня фантастического боевика Л. Бессона «Пятый элемент».

## Создание персонажа
Амплуа Лилу — это совокупность образов девы-воительницы и девы в беде. Она без лишнего беспокойства может вступать в бой с многочисленными противниками, убегать из хорошо охраняемых территорий, но вместе с тем она обладает тонкой, чувствительной натурой, склонной впадать в апатию. Это можно объяснить тем, что хоть она и является высшим существом, но по натуре она ребёнок, а вместе с тем дикарка во враждебном обществе. По заметке критиков, характерной чертой многих амплуа персонажей в исполнении Милы Йовович является их девственность, играющая в сюжете той или иной картины заметную роль. К примеру, персонаж Лилли из фильма «Возвращение в голубую лагуну» или Жанна д'Арк из одноимённого фильма, однако значительную роль девственность играет и характеризует Лилу из «Пятого элемента» и объясняет её ранимость; фраза, произнесённая ею, на божественном языке Корбену «Седдан акта гамат» («Никогда без моего согласия»), говорит сама за себя. Это же вместе с образами ребёнка или андрогинной девочки характерно для других персонажей, созданных Люком Бессоном, таких, как Никита из одноимённого фильма и Матильда из «Леона».
Ещё одной не менее заметной чертой Лилу вместе с другими киногероинями Милы Йовович является её богоизбранность и сверхчеловечность вкупе с воинственностью, как у той же Жанны д’Арк. Вместе с тем некоторым её персонажам присущ трансгуманизм, как у Элис из «Обители зла» и Вайолетт из «Ультрафиолета».
Персонажи Лилу и Корбена противопоставляются в фильме не только как мужское и женское начала, но и как соответственно отражение Культуры и Природы вкупе с метафизикой. Другая важная составляющая как персонажа, так и фильма — это мессианская фигура самой Лилу. Здесь имеет место также и её клонирование, после которого, очевидно, она не стала человеком с новой личностью, а сохранила свою прежнюю всего лишь на основе нескольких живых клеток ДНК из руки. В данном случае темы генетической памяти и воскрешения играют важную роль в фильме.

### Дизайн и костюмы
Мила Йовович, исполняя роль Лилу, носит всего два костюма. Первая одежда, в которой появляется Лилу, когда её восстанавливают по коду ДНК, в точности повторяет одежду Марии в фантастическом фильме «Метрополис» 1927 года. Другая одежда, которую она надевает в доме у священника Витто Корнелиуса, как и большинство других костюмов фильма, создана Жан-Полем Готье. Во время окраски волос в ярко-рыжий цвет (что является особенностью персонажа) волосы Милы Йовович были повреждены, и она была вынуждена носить парик.

## Биография
Согласно мифологии фильма, Лилумин’Ай Лекат’Ариба Ламинач’Ай Экбат Дэ Сэб’Ат, сокращённо — Лилу, является древним существом-элементалем, в ДНК которой содержится необходимый элемент, способный в совокупности с четырьмя стихиями уничтожить живое воплощение средоточия зла. Каждые пять тысяч лет воплощение зла, в лице разумного планетоида, стремится уничтожить жизнь во Вселенной. Для того, чтобы предотвратить это, древние построили на Земле Храм Стихий, внутри которого находится алтарь, который используется в качестве оружия против воплощения зла. Алтарь состоит из четырёх постаментов, по одному на каждую из четырёх стихий; на каждый постамент кладётся соответствующий камень стихии. Постаменты на виде сверху образуют квадрат, в центре которого встаёт Пятый Элемент, то есть Лилу. Задействованный алтарь образует огромный сгусток энергии, который устремляется по направлению к воплощению зла, уничтожая его.
В 2263 году подходит очередной цикл активации зла, и раса хранителей жизни, известных как мондочиване, посылает на Землю Пятый Элемент. Однако по пути космический корабль уничтожают инопланетяне-монгалоры, работающие на Зорга, богача с Земли, который в свою очередь подчиняется приказам таинственного Мистера Призрака. Как оказывается, Призрак и есть средоточие зла, астероид, у которого имеется разум. После уничтожения корабля все члены экипажа оказываются убиты, в том числе и Пятый Элемент. Однако земляне находят среди обломков ладонь Пятого Элемента, в которой ещё сохранилось несколько живых клеток с ДНК, на основе которых удаётся восстановить тело с помощью клонирования. Воссозданный объект, оказавшийся девушкой, до конца не осознав ситуации, устраивает погром в лаборатории и сбегает. Вскоре она попадает в такси нью-йоркского таксиста и умоляет его о помощи, дабы тот не сдал её властям. Проникнувшись сочувствием, таксист Корбен Даллас ради неё нарушает закон, и полицейские устраивают погоню. Даллас приводит спящую Лилу к себе домой. Проснувшись, она просит отвезти её к священнику Витто Корнелиусу, который является доверенным лицом мондочиван. Вернувшись домой, Даллас узнаёт, что его бывшие сослуживцы привлекают его в качестве курьера, который должен полететь на планету-курорт Флостон и привезти оттуда камни стихий, необходимые для активации оружия против средоточия зла. Вскоре появляется Витто Корнелиус со своим помощником и Лилу. Оказывается, Витто сам заинтересован в получении камней, так как не доверяет властям. Он оглушает Далласа и похищает его билет на Флостан. Очнувшись после потери сознания, Даллас идёт на космодром за Лилу. Там он перехватывает священника и сам отправляется вместе с Лилу на Флостон.
Как оказывается, мондошаване имеют своего человека на корабале «Флостонский рай», который и должен отдать камни. Этим человеком оказывается оперная певица Плавалагуна. Скоро начинается её выступление, которое под конец прерывают вторгшиеся на корабль монголоры, которых предал их наниматель Зорг. Вместе с тем, Зорг тоже проникает на корабль, желая заполучить камни. Монголоры устраивают погром в театре и вторгаются в комнату к Лилу. Устроенная в театре перестрелка уносит жизни многих гостей, в том числе, Плавалагуны. Умирая, она говорит Далласу, что заветные камни в ней самой. Даллас вскрывает её живот и достаёт камни. Тем временем Лилу в одиночку расправляется с нападающими монголорами. Скоро приходит Зорг и начинает стрелять в Лилу, но ей удаётся скрыться в вентиляции. Зорг улетает с корабля, думая, что камни находятся во взятом им сундуке. Корбен убивает монголоров в театре и возвращается за раненной Лилу. Он берёт её на руки и вместе с Корнелиусом и Руби Родом направляется к спасательным шлюпкам. Покинув заминированный корабль, Даллас направляет судно на Землю. В пути раненной Лилу становится ещё хуже из-за увиденных ею в компьютере зверств, содеянных людьми на протяжении своей истории. Приземлившись у Храма стихий за несколько минут до столкновения астероида с землёй, Даллас с другими персонажами активирует четыре камня стихий, и остаётся только поставить Лилу в центре камней. Однако умирающая Лилу не хочет им помогать, считая что люди и сами творят большое зло. Даллас уговаривает её, рассказывая о благодетельных чертах людей, и признаётся ей в любви. Созданная энергия пяти стихий направляется в космос и уничтожает астероид, который уже вплотную подошёл к Земле. Фильм заканчивается любовной сценой Далласа и Лилу.

## Отзывы и критика
Звероватая, экзотическая и темпераментная Мила Йовович песни не портит — более того, её героиня единственная, в чьем характере есть хоть какая-то динамика.
Лилу несколько раз попадала в топ интернет-канала WatchMojo.com, среди которых «Топ-10 хороших инопланетян в кино», «Топ-10 самых сексуальных инопланетянок из фильмов и сериалов», «Топ-10 рыжеволосых персонажей-девушек из фильмов».
Сайт Fandomania поставил Лилу на 6-е место в рейтинге «Двадцать лучших инопланетных девушек всех времён».